# Agron Tufa
Agron Tufa (ur. 1 kwietnia 1967 w Suhadoll w rejonie Dibry w Macedonii) – albański prozaik i poeta.

## Życiorys
Syn Isufa i Xhile. Studia filologiczne odbył na Uniwersytecie Tirańskim. W latach 90. kontynuował naukę w Instytucie Literackim imienia A.M. Gorkiego, gdzie kształcił się w zakresie teorii przekładu. Tam też zafascynował się dziełami Josifa Brodskiego. Po powrocie do Albanii zaczął działać w czasopiśmie literackim E për-7-shme, potem zaczął wydawać pismo Aleph, skupiające młodych pisarzy albańskich. Obecnie jest wydawcą pisma FjalA (Słowo).
W 2008 obronił pracę doktorską z teorii przekładu na wydziale historyczno-filozoficznym Uniwersytetu Tirańskiego. Prowadzi  zajęcia z literatury na Uniwersytecie Tirańskim i na prywatnym Uniwersytecie Bedër (Hëna e Plotë).
Publikuje zarówno powieści, jak i tomiki wierszy. Jest także tłumaczem na język albański pisarzy rosyjskich (Achmatowej, Mandelsztama, Pasternaka, Płatonowa, Bułhakowa, Nabokova i Sorokina).
Aktywność medialna Tufy koncentruje się wokół kwestii unikania odpowiedzialności przez osoby winne zbrodni komunistycznych i zacierania pamięci o okresie rządów Envera Hodży w Albanii. Agron Tufa pełnił funkcję dyrektora Instytutu Badań nad Zbrodniami i Konsekwencjami Komunizmu (Instituti i Studimeve per Krimet dhe Pasojat e Komunizmit). W 2019 zrezygnował z tej funkcji, informując opinię publiczną, że otrzymywał groźby pozbawienia go życia w związku z działalnością Instytutu i zamierza uzyskać azyl polityczny w Szwajcarii.
W marcu 2017 Tufa zasłynął propozycją, aby zakazać w Albanii emisji filmów, zrealizowanych w okresie komunizmu. Większość osób związanych ze środowiskiem filmowym uznała tę propozycję za absurdalną.

## Poezja
- Aty te portat Skée (Tam, u bram Scylli), Elbasan 1996.
- Rrethinat e Atlantidës (Okolice Atlantydy), Tirana 2002.
- Avangardë engjëjsh, Tirana 2005.
- Fryma mbi ujëra: poezi të zgjedhura, Tirana 2007

## Powieści
- Dueli (Pojedynek), Tirana 2002
- Fabula Rasa : historia e një wunderkindi, Tirana 2004.
- Mërkuna e zezë, Tirana 2005
- Dibra me sytë e të huajve, Tirana 2008
- Thembra e Akcilit, Tirana 2009
- Tenxherja, Tirana 2011.
- Ngjizja e papërlyeme, Tirana 2021.
- Paqja e përgjakur e Adamit, Tirana 2023.

## Krytyka literacka
- Letërsia dhe proçesi letrar në shekullin XX, Tirana 2008
- Kuja e Mnemozines, Tirana 2011.